# Simon Terry
Pour les articles homonymes, voir terry.
Simon Duncan Terry est un archer britannique né le 27 février 1974 à Stirling (Écosse) et mort en juillet 2021.

## Carrière
Simon Terry remporte lors des Jeux olympiques d'été de 1988 à Séoul deux médailles de bronze, dans les épreuves individuelle et par équipe avec Steven Hallard et Richard Priestman. Il participe aussi aux Jeux olympiques d'été de 2008 à Pékin, sans atteindre les places d'honneur.